# Crotonaldéhyde
Le crotonaldéhyde, ou aldéhyde crotonique, est un composé organique de formule chimique H3C–CH=CH–CHO. Il se présente sous la forme d'un liquide corrosif volatil incolore aux vapeurs étouffantes, facilement inflammable et susceptible de former des mélanges explosifs avec l'air, soluble dans l'eau et miscible dans les solvants organiques, et, d'une manière générale, très toxique, avec des effets mutagènes suspectés. C'est un intermédiaire très important en synthèse organique, et on le trouve également dans des produits alimentaires naturels tels que l'huile de soja. Il existe sous forme d'isomères cis et trans, ce dernier étant le plus courant ; les sources industrielles contiennent cependant les deux isomères.
Il est produit industriellement par aldolisation de deux molécules d'acétaldéhyde H3C–CHO en 3-hydroxybutanal à température modérée en présence d'hydroxyde de sodium NaOH dilué, puis déshydratation (crotonisation) par l'acide acétique H3C–COOH :
L'oxydation du crotonaldéhyde donne de l'acide crotonique H3C–CH=CH–COOH tandis que sa réduction donne de l'alcool de crotyle H3C–CH=CH–CH2OH.